# 石津停留場
石津停留場（いしづていりゅうじょう）は、大阪府堺市西区浜寺石津町中3丁にある阪堺電気軌道阪堺線の停留場。駅番号はHN28。

## 歴史
- 1912年（明治45年）4月1日：阪堺電気軌道により開業。
- 1915年（大正4年）6月21日：南海鉄道との合併により、同鉄道の駅となる。
- 1944年（昭和19年）6月1日：会社合併により近畿日本鉄道の駅となる。
- 1947年（昭和22年）6月1日：路線譲渡により南海電気鉄道の駅となる。
- 1980年（昭和55年）12月1日：路線譲渡により阪堺電気軌道の駅となる[1]。

## 停留場構造
相対式ホーム2面2線であり、両方向とも上屋が設けられている。

## 停留場周辺
- 南海電気鉄道南海本線 石津川駅
- 石津川
- 北畠顕家供養塔 - 石津合戦にて薨去。
- 石津太神社
- 石津神社

## 隣の停留場
阪堺電気軌道
■阪堺線
石津北停留場 (HN27) - 石津停留場 (HN28) - 船尾停留場 (HN29)
- （）内は駅番号を示す。なお、駅番号HN27はナンバリング開始時は欠番であったが2015年（平成27年）2月1日に開業した石津北停留場に充てられた。